# Gens Vitellia
De gens Vitellia was een gens waarvan in de tijd van Suetonius werd betwist of haar afkomst nu oud en edel was, of recent en obscuur, en zelfs plebejisch. De naam zou zich ontwikkeld hebben als diminutief van het cognomen Vitulus. In inscripties duikt de naam ook op als Vitullius.
De vleiers van princeps Aulus Vitellius en zijn vijanden waren aanhangers van deze respectieve opvattingen over de afkomst van de Vitellii. De naam van de Vitellii was tenminste oud, en ze werden gezegd hun stamboom te kunnen terugvoeren op Faunus, koning van de Aborigines, en Vitellia, zoals haar naam is bij Suetonius (Vitell. 1.). De gens kwam, volgens de traditie, van het land van de Sabini naar Rome, en werd er opgenomen onder de patriciërs. Als bewijs voor het bestaan van deze vroege gens (stirps), wordt een Via Vitellia, die van de Ianiculum naar de zee liep, en een colonia Vitellia, in het land van de Aequi, vermeld (Liv., II 39, V 29.) De naam van de Vitellii dook op onder de Romeinen die samenzwoeren om Tarquinius Superbus terug op de troon te krijgen, en een zus van de Vitellii was de echtgenote van de legendarische consul Lucius Iunius Brutus (Liv., II 4.).
Cassius Severus meende samen met anderen dat de Vitellii van de aller laagste afkomst waren: de stichter van de gens zou, volgens hen, een vrijgelatene zijn geweest wiens zoon, die hij had bij een prostituee, vanwege vergaarde rijkdommen in de stand van de equites werd opgenomen (Suet., Vitell. 1-2.). Suetonius laat de vraag naar de oorsprong van de gens onbeantwoord.

## Beroemde leden
- Publius Vitellius, procurator Augusti;
- Aulus Vitellius, consul suffectus in 32 n. Chr.;
- Quintus Vitellius, ex-senator;
- Publius Vitellius, officier onder Germanicus Julius Caesar;
- Lucius Vitellius, drievoudig consul en censor, tevens gouverneur van Syria;
- Lucius Vitellius, consul in 48 n. Chr. en zoon van de voorgaande;
- Aulus Vitellius, princeps in 69;
- Vitellius Germanicus, zoon van de princeps;
- Vitellius Petronianus, eveneens een zoon van de princeps;
- Vitellia, dochter van de princeps;
- Publius Vitellius Saturninus;
- Marcus Flavius Vitellius Seleucus.

## Voetnoot
1. ↑  A. Walde - J.B. Hofmann, Lateinisches etymologisches Wörterbuch, II, Heidelberg, 19825, p. 807.